# Heptapteridae
Die Heptapteridae (Gr.: hepta = sieben, pteron = Flosse) sind eine Familie der Welsartigen (Siluriformes). Sie leben in Süßgewässern von Mexiko bis Südamerika.

## Merkmale
Die Fische werden 3 bis 35 Zentimeter lang. Rund um das Maul befinden sich drei Paar Barteln. Die Haut ist normalerweise nackt, d. h. schuppenlos, die Fettflosse groß, die Schwanzflosse tief gespalten. Die Fische können leicht mit Antennenwelsen (Pimelodidae) verwechselt werden.

## Systematik
Die Familie wurde früher als Unterfamilie Rhamiinae zu den Antennenwelsen gezählt. Nach phylogenetischen Studien bilden sie mit den Antennenwelsen, den Großmaul-Antennenwelsen (Pseudopimelodidae) und den Gattungen Conorhynchos und Phreatobius eine Klade, die als Überfamilie Pimelodoidea klassifiziert wird.

## Gattungen und Arten
Es gibt etwa 210 beschriebene und zahlreiche noch unbeschriebene Arten. Außerdem wurden acht Gattungen identifiziert, die bisher namenlos sind und für die noch keine wissenschaftliche Erstbeschreibung veröffentlicht wurden.
- Unterfamilie Heptapterinae[3]
  - Gattung Acentronichthys Eigenmann & Eigenmann, 1889
    - Acentronichthys leptos Eigenmann & Eigenmann, 1889

  - Gattung Brachyglanis Eigenmann, 1912
    - Brachyglanis frenatus Eigenmann, 1912
    - Brachyglanis magoi Fernández-Yépez, 1967
    - Brachyglanis melas Eigenmann, 1912
    - Brachyglanis microphthalmus Bizerril, 1991
    - Brachyglanis nocturnus Myers, 1928
    - Brachyglanis phalacra Eigenmann, 1912

  - Gattung Cetopsorhamdia Eigenmann & Fisher, 1916Cetopsorhamdia nasus

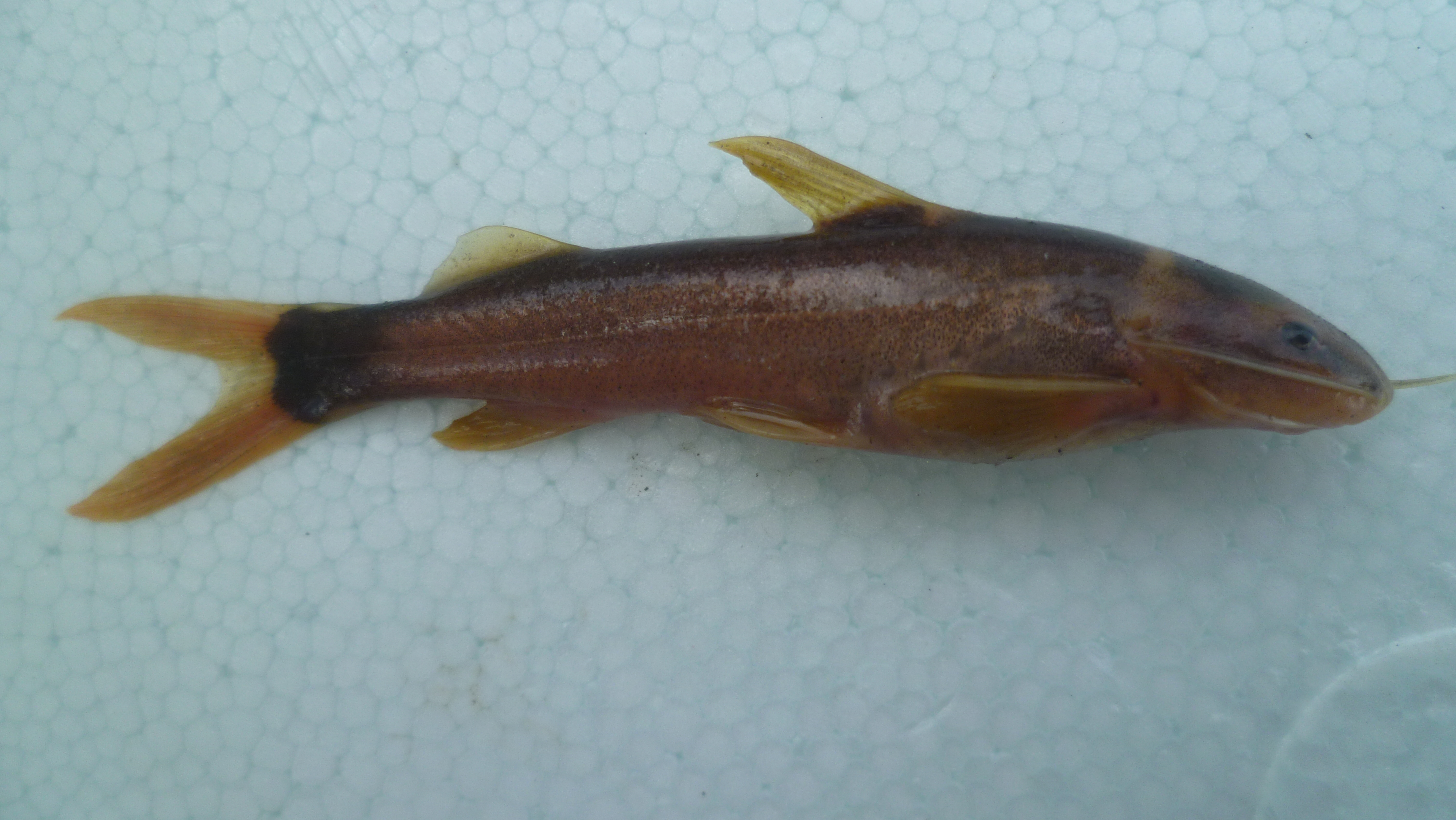
Cetopsorhamdia nasus

    - Cetopsorhamdia boquillae Eigenmann & Fisher, 1922
    - Cetopsorhamdia filamentosa Fowler, 1945
    - Cetopsorhamdia iheringi Schubart & Gomes, 1959
    - Cetopsorhamdia insidiosa (Steindachner, 1915)
    - Cetopsorhamdia nasus Eigenmann & Fisher, 1916
    - Cetopsorhamdia picklei Schultz, 1944

  - Gattung Chasmocranus Eigenmann, 1912
    - Chasmocranus brevior Eigenmann, 1912
    - Chasmocranus chimantanus Inger, 1956
    - Chasmocranus longior Eigenmann, 1912
    - Chasmocranus lopezi Miranda Ribeiro, 1968
    - Chasmocranus peruanus Eigenmann & Pearson, 1942
    - Chasmocranus surinamensis (Bleeker, 1862)
    - Chasmocranus truncatorostris Borodin, 1927

  - Gattung Gladioglanis Ferraris & Mago-Leccia, 1989
    - Gladioglanis conquistador Lundberg, Bornbusch & Mago-Leccia, 1991
    - Gladioglanis machadoi Ferraris & Mago-Leccia, 1989

  - Gattung Heptapterus Bleeker, 1858Heptapterus mustelinus
    - Heptapterus carnatus Faustino‐Fuster et al., 2019
    - Heptapterus exilis Faustino‐Fuster et al., 2019

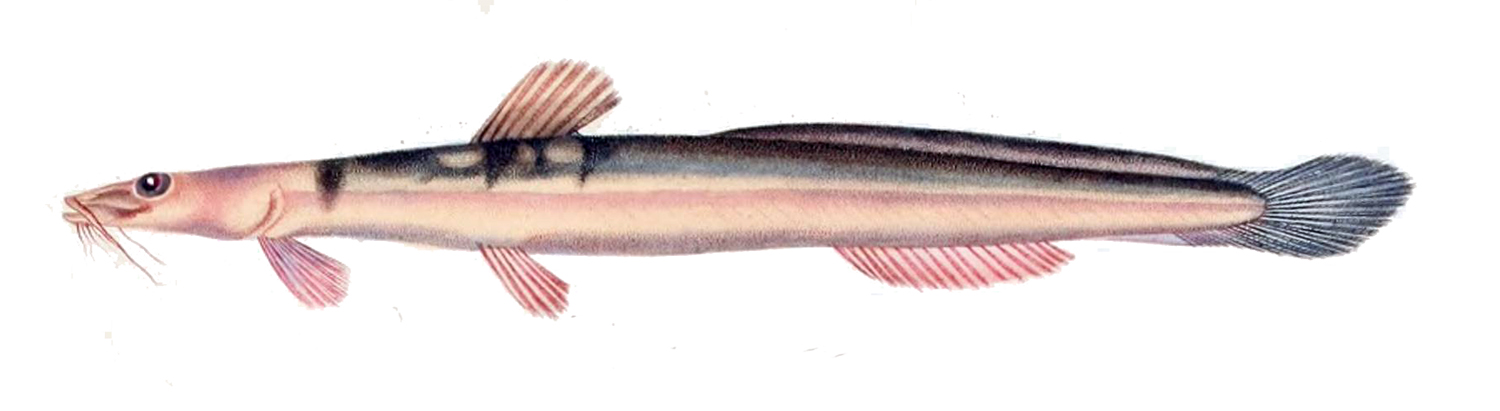
Heptapterus mustelinus

    - Heptapterus fissipinnis Miranda Ribeiro, 1911
    - Heptapterus multiradiatus Ihering, 1907
    - Heptapterus mustelinus (Valenciennes, 1835)
    - Heptapterus stewarti Haseman, 1911
    - Heptapterus sympterygium Buckup, 1988
    - Heptapterus tapanahoniensis Mees, 1967
    - Heptapterus tenuis Mees, 1986

  - Gattung Horiomyzon Stewart, 1986
    - Horiomyzon retropinnatus Stewart, 1986

  - Gattung Imparfinis Eigenmann & Norris, 1900
    - Imparfinis cochabambae (Fowler, 1940)
    - Imparfinis guttatus (Pearson, 1924)
    - Imparfinis hasemani Steindachner, 1915
    - Imparfinis lineatus (Bussing, 1970)
    - Imparfinis longicauda (Boulenger, 1887)
    - Imparfinis minutus (Lütken, 1874)
    - Imparfinis mirini Haseman, 1911
    - Imparfinis mishky Almiron, Casciotta, Bechara et al., 2007
    - Imparfinis nemacheir (Eigenmann & Fisher, 1916)
    - Imparfinis pijpersi (Hoedeman, 1961)
    - Imparfinis piperatus Eigenmann & Norris, 1900
    - Imparfinis schubarti (Gomes, 1956)
    - Imparfinis spurrellii (Regan, 1913)

  - Gattung Leptorhamdia Eigenmann, 1918
    - Leptorhamdia essequibensis (Eigenmann, 1912)
    - Leptorhamdia marmorata Myers, 1928
    - Leptorhamdia schultzi (Miranda Ribeiro, 1964)

  - Gattung Magdalenichthys DoNascimiento et al., 2025[4]
    - Magdalenichthys lundbergi DoNascimiento et al., 2025
    - Magdalenichthys mompox DoNascimiento et al., 2025
    - Magdalenichthys poira Villa-Navarro et al., 2025
    - Magdalenichthys yariguies DoNascimiento et al., 2025

  - Gattung Mastiglanis Bockmann, 1994Mastiglanis asopos
    - Mastiglanis asopos Bockmann, 1994

  - Gattung Myoglanis Eigenmann, 1912

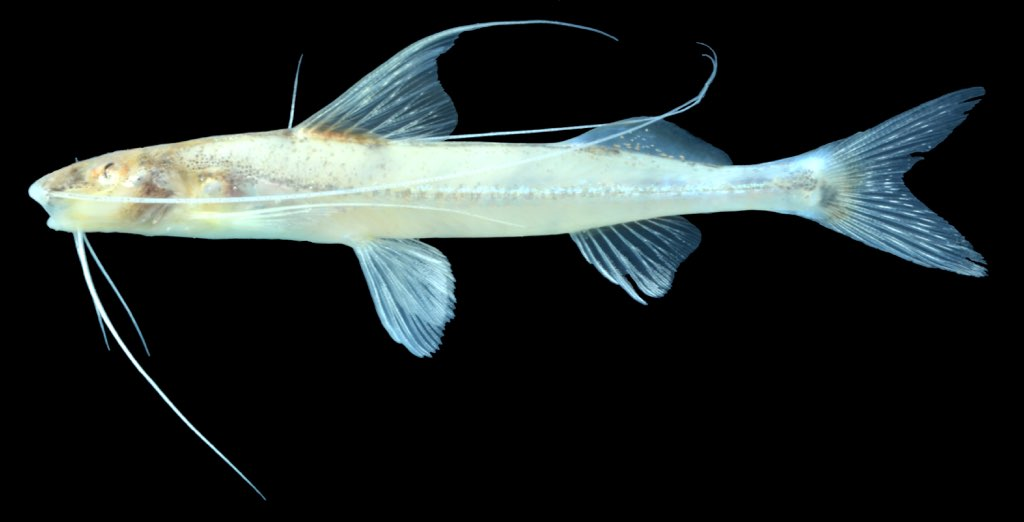
Mastiglanis asopos

    - Myoglanis aspredinoides Do Nascimiento & Lundberg, 2005
    - Myoglanis koepckei Chang, 1999
    - Myoglanis potaroensis Eigenmann, 1912

  - Gattung Nannoglanis Boulenger, 1887
    - Nannoglanis fasciatus Boulenger, 1887

  - Gattung Nemuroglanis Eigenmann & Eigenmann, 1889
    - Nemuroglanis lanceolatus Eigenmann & Eigenmann, 1889
    - Nemuroglanis mariai (Schultz, 1944)
    - Nemuroglanis pauciradiatus Ferraris, 1988

  - Gattung Pariolius Cope, 1872
    - Pariolius armillatus Cope, 1872

  - Gattung Phenacorhamdia Dahl, 1961
    - Phenacorhamdia anisura (Mees, 1987)
    - Phenacorhamdia boliviana (Pearson, 1924)
    - Phenacorhamdia cabocla (Carvalho Rocha et al., 2018)
    - Phenacorhamdia hoehnei (Miranda Ribeiro, 1914)
    - Phenacorhamdia macarenensis Dahl, 1961
    - Phenacorhamdia nigrolineata Zarske, 1998
    - Phenacorhamdia somnians (Mees, 1974)
    - Phenacorhamdia tenebrosa (Schubart, 1964)
    - Phenacorhamdia unifasciata Britski, 1993

  - Gattung Rhamdioglanis Ihering, 1907
    - Rhamdioglanis frenatus Ihering, 1907
    - Rhamdioglanis transfasciatus Miranda Ribeiro, 1908

  - Gattung Rhamdiopsis Haseman, 1911Eine in unterirdischen Höhlen vorkommende Rhamdiopsis-Art
    - Rhamdiopsis krugi Bockmann & Castro, 2010

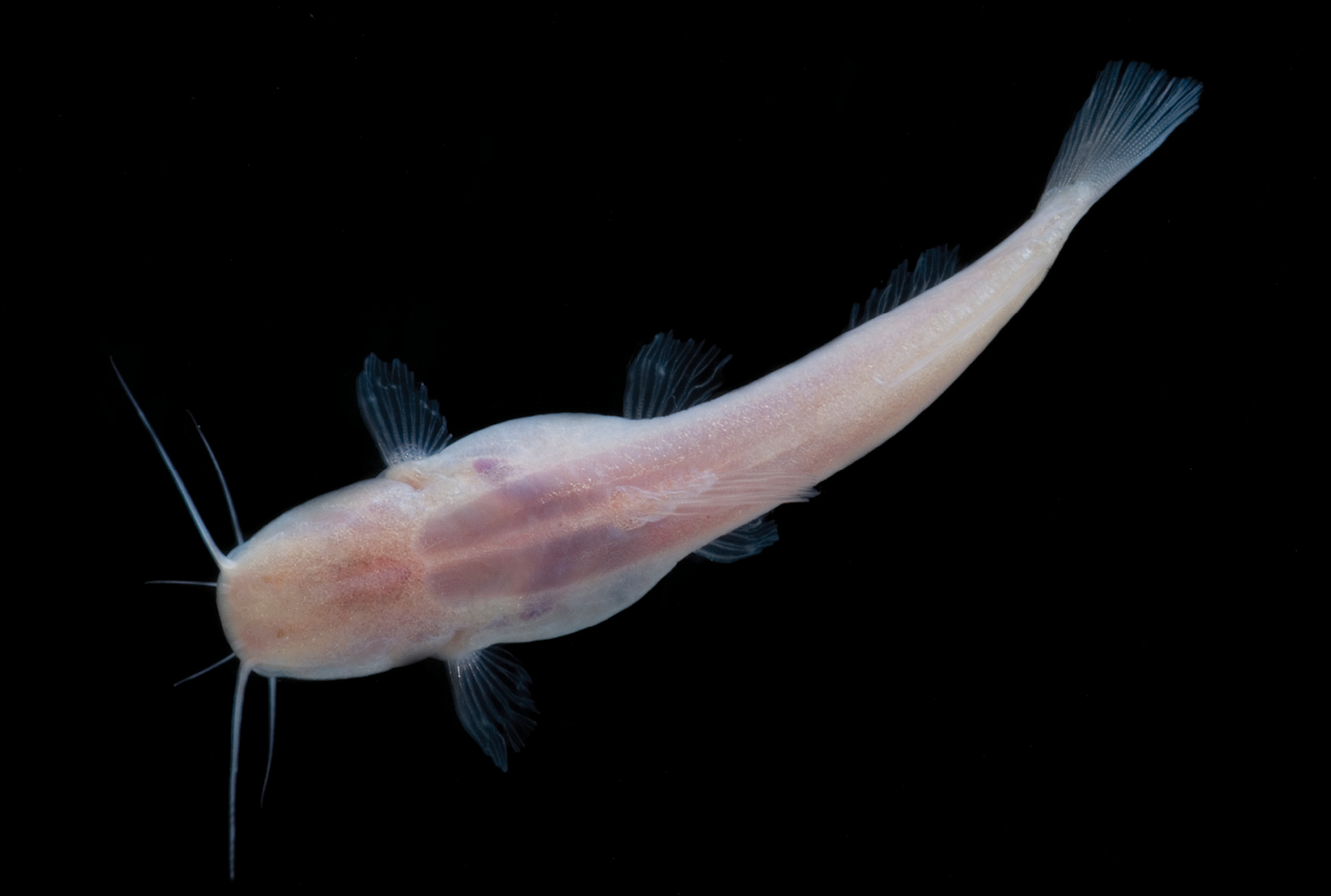
Eine in unterirdischen Höhlen vorkommende Rhamdiopsis-Art

    - Rhamdiopsis microcephala (Reinhardt, 1874)
    - Rhamdiopsis moreirai Haseman, 1911

  - Gattung Taunayia Miranda Ribeiro, 1918
    - Taunayia bifasciata (Eigenmann & Norris, 1900)

- Unterfamilie Rhamdiinae[3]Goeldiella eques
  - Gattung Brachyrhamdia Myers, 1927

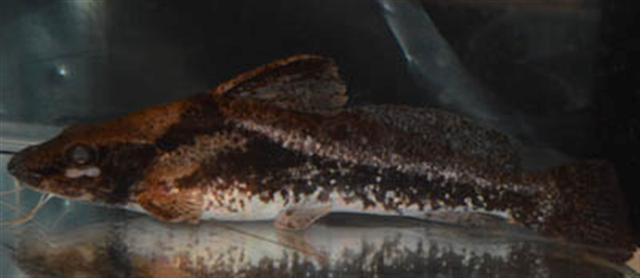
Goeldiella eques

    - Brachyrhamdia heteropleura (Eigenmann, 1912)
    - Brachyrhamdia imitator Myers, 1927
    - Brachyrhamdia marthae Sands & Black, 1985
    - Brachyrhamdia meesi Sands & Black, 1985
    - Brachyrhamdia rambarrani (Axelrod & Burgess, 1987)
    - Brachyrhamdia thayeria Slobodian & Bockmann, 2013

  - Gattung Goeldiella Eigenmann & Norris, 1900
    - Goeldiella eques (Müller & Troschel, 1848)

  - Gattung Pimelodella Eigenmann & Eigenmann, 1888Pimelodella sp.

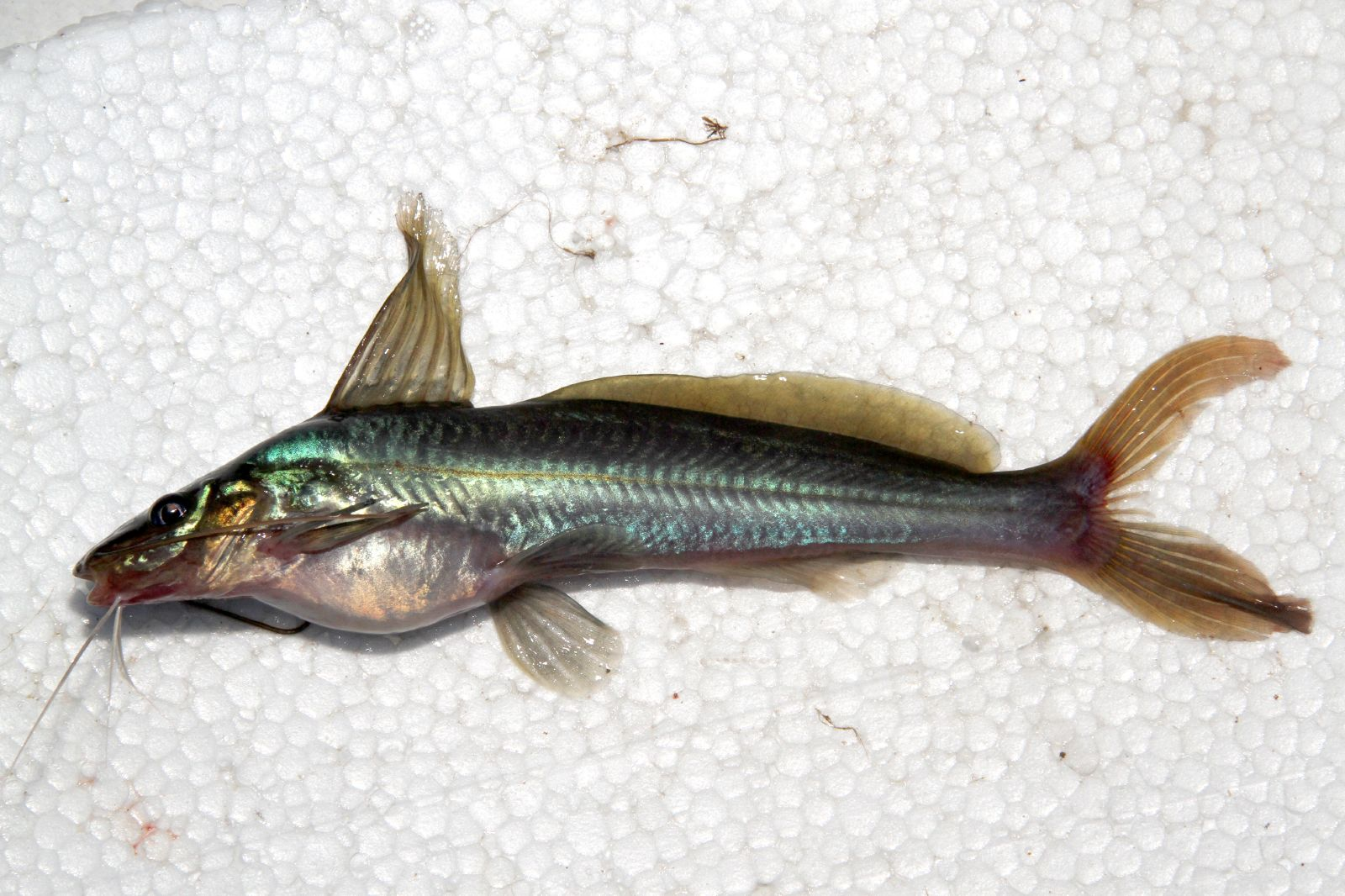
Pimelodella sp.

    - Pimelodella altipinnis (Steindachner, 1864)
    - Pimelodella australis Eigenmann, 1917
    - Pimelodella avanhandavae Eigenmann, 1917
    - Pimelodella bockmanni Slobodian & Pastana, 2018
    - Pimelodella boliviana Eigenmann, 1917
    - Pimelodella boschmai Van der Stigchel, 1964
    - Pimelodella brasiliensis (Steindachner, 1877)
    - Pimelodella breviceps (Kner, 1857)
    - Pimelodella buckleyi (Boulenger, 1887)
    - Pimelodella chagresi (Steindachner, 1876)Pimelodella chagressi
    - Pimelodella chaparae Fowler, 1940

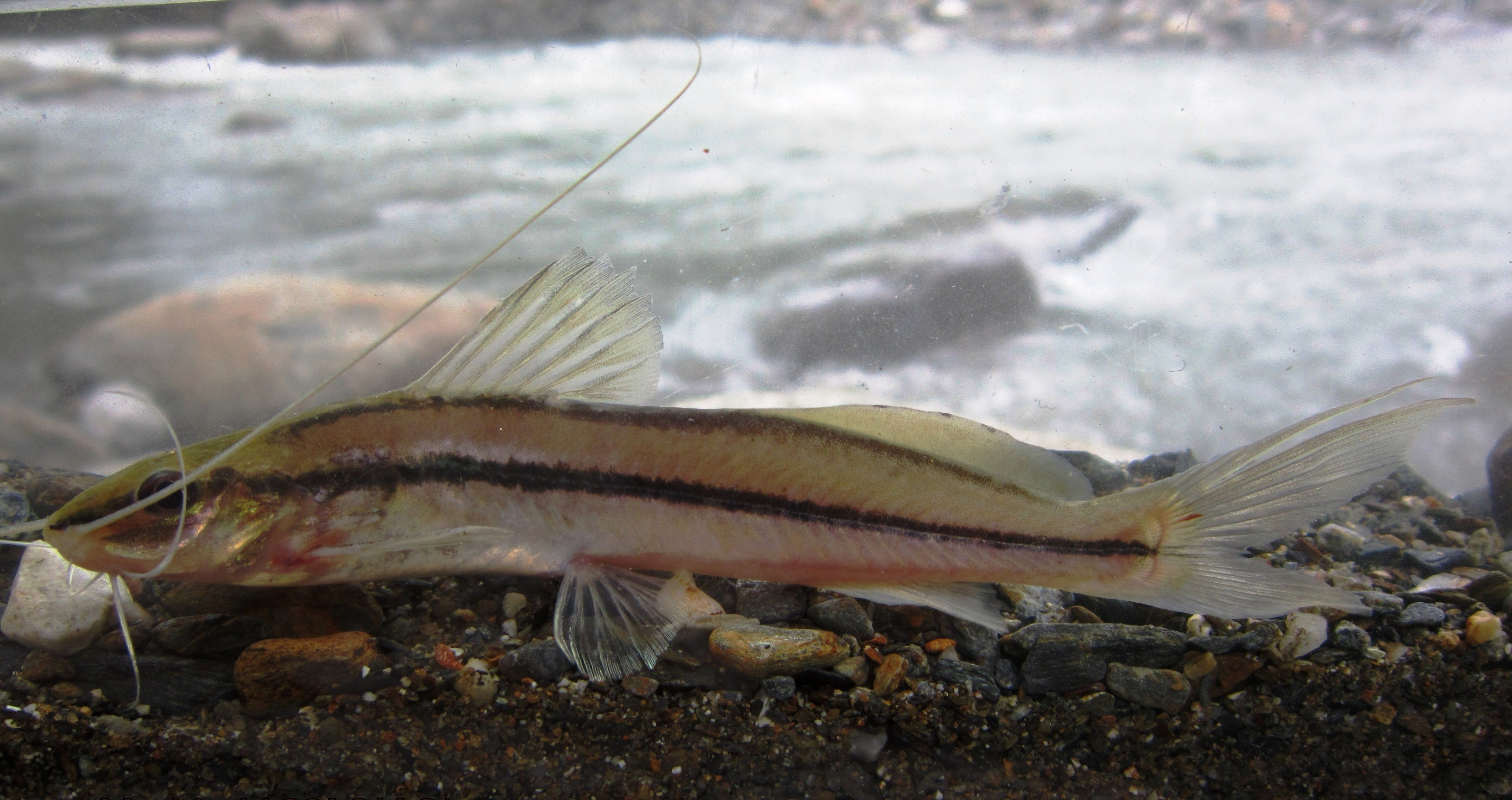
Pimelodella chagressi

    - Pimelodella conquetaensis Ahl, 1925
    - Pimelodella cristata (Müller & Troschel, 1848)
    - Pimelodella cruxenti Fernández-Yépez, 1950
    - Pimelodella cyanostigma (Cope, 1870)
    - Pimelodella dorseyi Fowler, 1941
    - Pimelodella eigenmanni (Boulenger, 1891)
    - Pimelodella eigenmanniorum (Miranda Ribeiro, 1911)
    - Pimelodella elongata (Günther, 1860)
    - Pimelodella enochi Fowler, 1941
    - Pimelodella eutaenia Regan, 1913
    - Pimelodella figueroai Dahl, 1961
    - Pimelodella floridablancaensis Ardila Rodríguez, 2017
    - Pimelodella geryi Hoedeman, 1961
    - Pimelodella gracilis (Valenciennes, 1835)
    - Pimelodella griffini Eigenmann, 1917
    - Pimelodella grisea (Regan, 1903)
    - Pimelodella hartii (Steindachner, 1877)
    - Pimelodella hartwelli Fowler, 1940
    - Pimelodella hasemani Eigenmann, 1917
    - Pimelodella howesi Fowler, 1940
    - Pimelodella humeralis Slobodian et al., 2017
    - Pimelodella itapicuruensis Eigenmann, 1917
    - Pimelodella kronei (Miranda Ribeiro, 1907)Pimelodella kronei

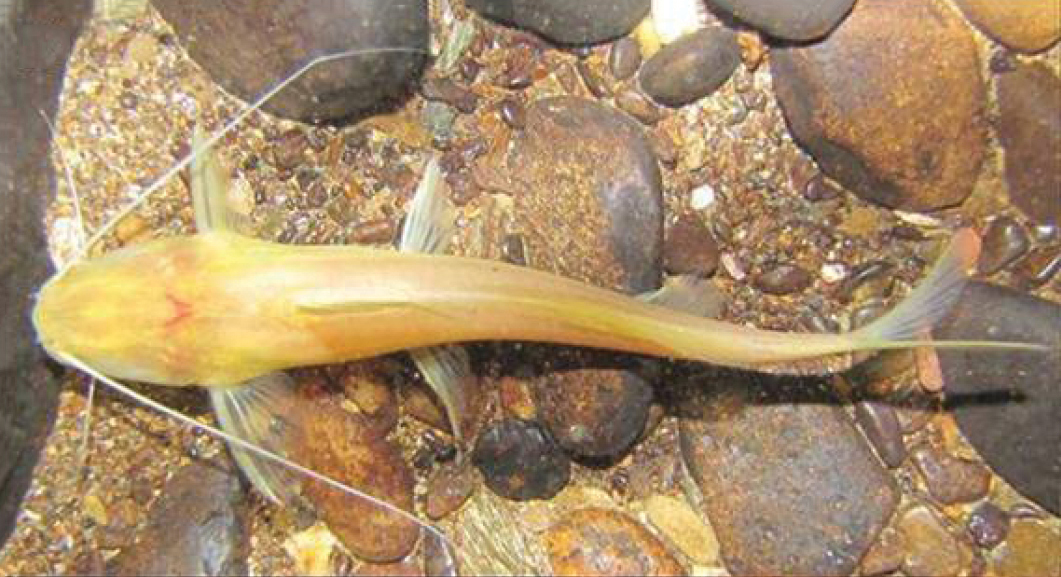
Pimelodella kronei

    - Pimelodella lateristriga (Lichtenstein, 1823)
    - Pimelodella laticeps Eigenmann, 1917
    - Pimelodella laurenti Fowler, 1941
    - Pimelodella linami Schultz, 1944
    - Pimelodella macrocephala (Miles, 1943)
    - Pimelodella macturki Eigenmann, 1912
    - Pimelodella martinezi Fernández-Yépez, 1970
    - Pimelodella meeki Eigenmann, 1910
    - Pimelodella megalops Eigenmann, 1912
    - Pimelodella megalura Miranda Ribeiro, 1918
    - Pimelodella metae Eigenmann, 1917
    - Pimelodella modesta (Günther, 1860)
    - Pimelodella montana Allen, 1942
    - Pimelodella mucosa Eigenmann & Ward, 1907
    - Pimelodella nigrofasciata (Perugia, 1897)
    - Pimelodella notomelas Eigenmann, 1917
    - Pimelodella odynea Schultz, 1944
    - Pimelodella ophthalmica (Cope, 1878)
    - Pimelodella pallida Dahl, 1961
    - Pimelodella pappenheimi Ahl, 1925
    - Pimelodella parnahybae Fowler, 1941
    - Pimelodella parva Güntert, 1942
    - Pimelodella pectinifer Eigenmann & Eigenmann, 1888
    - Pimelodella peruana Eigenmann & Myers, 1942
    - Pimelodella peruensis Fowler, 1915
    - Pimelodella procera Mees, 1983
    - Pimelodella reyesi Dahl, 1964
    - Pimelodella roccae Eigenmann, 1917
    - Pimelodella rudolphi Miranda Ribeiro, 1918
    - Pimelodella serrata Eigenmann, 1917
    - Pimelodella spelaea Trajano, Reis & Bichuette, 2004
    - Pimelodella steindachneri Eigenmann, 1917
    - Pimelodella taeniophora (Regan, 1903)
    - Pimelodella taenioptera Miranda Ribeiro, 1914
    - Pimelodella tapatapae Eigenmann, 1920
    - Pimelodella transitoria Miranda Ribeiro, 1907
    - Pimelodella vittata (Lütken, 1874)
    - Pimelodella wesselii (Steindachner, 1877)
    - Pimelodella witmeri Fowler, 1941
    - Pimelodella yuncensis Steindachner, 1902

  - Gattung Rhamdella Eigenmann & Eigenmann, 1888
    - Rhamdella aymarae Miquelarena & Menni, 1999
    - Rhamdella cainguae Bockmann and Miquelarena, 2008
    - Rhamdella eriarcha (Eigenmann & Eigenmann, 1888)
    - Rhamdella exsudans (Jenyns, 1842)
    - Rhamdella gilli (Starks, 1906)
    - Rhamdella ignobilis Steindachner, 1907
    - Rhamdella jenynsii (Günther, 1864)
    - Rhamdella leptosoma Fowler, 1914
    - Rhamdella longipinnis Borodin, 1927
    - Rhamdella longiuscula Lucena & da Silva, 1991
    - Rhamdella montana Eigenmann, 1913
    - Rhamdella papariae Fowler, 1941
    - Rhamdella robinsoni Fowler, 1941
    - Rhamdella rusbyi Pearson, 1924
    - Rhamdella wolfi Fowler, 1941
    - Rhamdella zelimai Reis et al., 2014

  - Gattung Rhamdia Bleeker, 1858Rhamdia quelen
    - Rhamdia enfurnada Bichuette & Trajano, 2005
    - Rhamdia eurycephala Angrizani & Malabarba, 2018
    - Rhamdia foina (Müller & Troschel, 1848)
    - Rhamdia gabrielae Angrizani & Malabarba, 2018

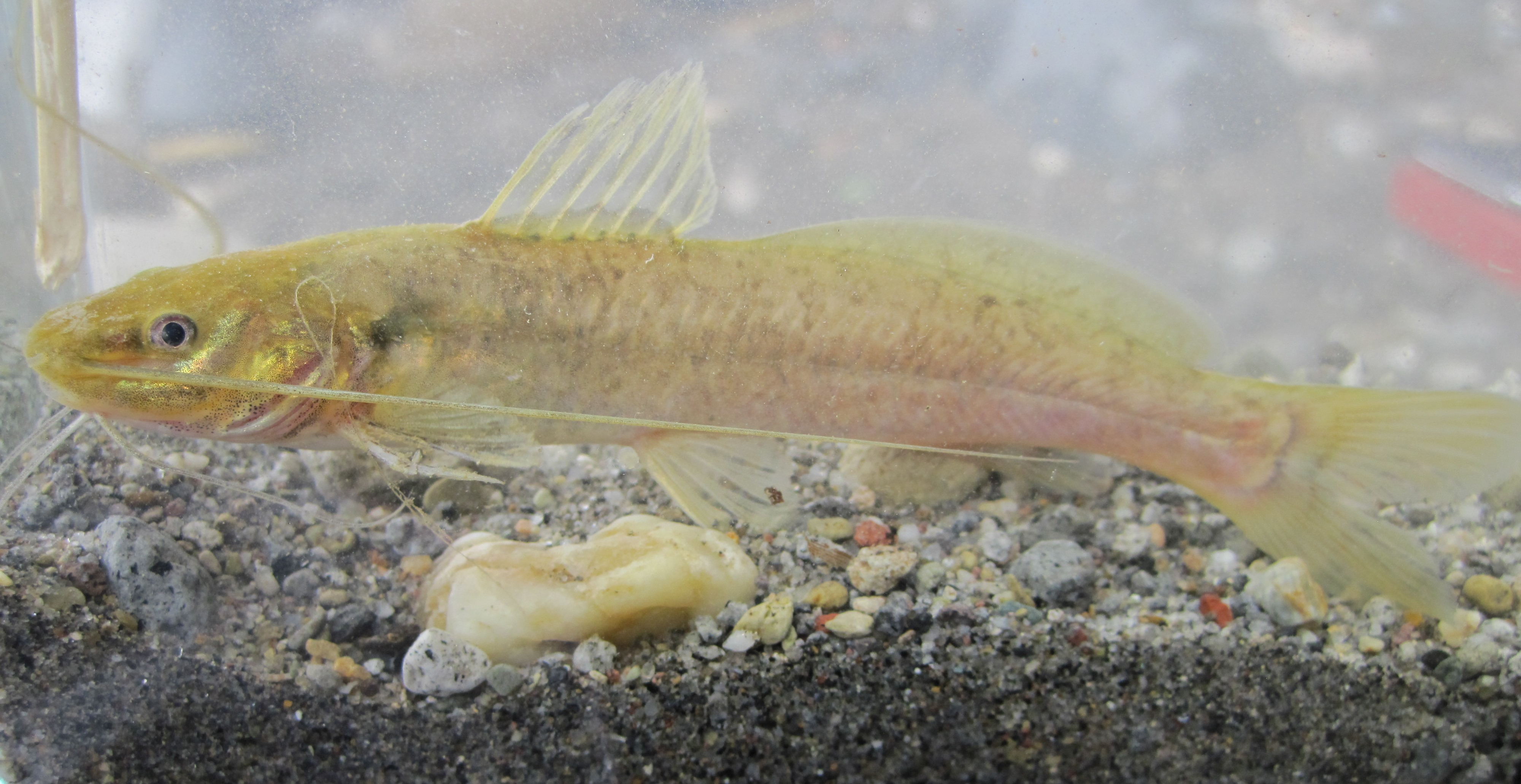
Rhamdia quelen

    - Rhamdia guasarensis Do Nascimiento, Provenzano & Lundberg, 2004
    - Rhamdia humilis (Günther, 1864)
    - Rhamdia itacaiunas Silfvergrip, 1996
    - Rhamdia jequitinhonha Silfvergrip, 1996
    - Rhamdia laluchensis Weber, Allegrucci & Sbordoni, 2003
    - Rhamdia laticauda (Kner, 1857)
    - Rhamdia laukidi Bleeker, 1858
    - Rhamdia macuspanensis Weber & Wilkens, 1998
    - Rhamdia muelleri (Günther, 1864)
    - Rhamdia nicaraguensis (Günther, 1864)
    - Rhamdia parryi Eigenmann & Eigenmann, 1888
    - Rhamdia poeyi Eigenmann & Eigenmann, 1888
    - Rhamdia quelen (Quoy & Gaimard, 1824)
    - Rhamdia reddelli Miller, 1984
    - Rhamdia xetequepeque Silfvergrip, 1996

- Arten aus Gattungen ohne wiss. Beschreibung und Benennung
  - Heptapteridae Genus A
    - Unbeschriebene Art

  - Heptapteridae Genus B
    - „Cetopsorhamdia“ phantasia Stewart, 1985
    - Unbeschriebene Art

  - Heptapteridae Genus C
    - „Imparfinis“ pseudonemacheir Mees & Cala, 1989
    - „Nannorhamdia“ stictonotus (Fowler, 1940)
    - Unbeschriebene Art

  - Heptapteridae Genus D
    - „Chasmocranus“ brachynemus Gomes & Schubart, 1958
    - „Imparfinis“ borodini Mees & Cala, 1989
    - „Parolius“ hollandi Haseman, 1911
    - Unbeschriebene Art
    - Unbeschriebene Art
    - Unbeschriebene Art

  - Heptapteridae Genus E
    - „Imparfinis“ pristos Mees & Cala, 1989

  - Heptapteridae Genus F
    - „Cetopsorhamdia“ molinae Miles, 1943
    - „Cetopsorhamdia“ shermani Miles, 1943
    - Unbeschriebene Art
    - Unbeschriebene Art

  - Heptapteridae Genus G
    - „Cetopsorhamdia“ orinoco Schultz, 1944
    - „Chasmocranus“ quadrizonatus Pearson, 1937
    - „Chasmocranus“ rosae Eigenmann, 1919
    - Unbeschriebene Art
    - Unbeschriebene Art

  - Heptapteridae Genus H
    - „Heptapterus“ bleekeri Boeseman, 1953
    - „Imparfinis“ microps Eigenmann & Fisher, 1916
    - Unbeschriebene Art